# 金徳訓
金 徳訓（キム・ドクフン、キム・ドックン、日本語読み：きん とっくん、朝鮮語: 김덕훈、1961年1月1日 - ）は、朝鮮民主主義人民共和国の政治家。朝鮮労働党中央委員会政治局常務委員会委員、朝鮮民主主義人民共和国国務委員会副委員長。
最高人民会議予算委員長、慈江道人民委員会委員長（知事）、内閣総理などを歴任。経済通とされ、経済全般を指揮している。2021年の朝鮮労働党第8期中央委員会発足時点での党内序列は金正恩、崔竜海、趙甬元、李炳鉄に次ぐ第5位。

## 経歴
1961年1月1日生まれ。出生地はわかっていない。2001年に大安電気工場の支配人に就任し、2003年に大安重機械連合企業所への名称変更を経て2008年まで務めた。2003年に最高人民会議第11期代議員に選出された。2011年に慈江道人民委員会委員長に就任した。2014年に内閣副総理に任命された。2016年5月7日に開催された朝鮮労働党第7次大会で朝鮮労働党中央委員会委員に選出された。2019年4月11日に開催された党中央委員会第7期第4回総会で党中央委員会政治局委員候補に補選された。同年12月28日から31日まで開催された党中央委員会第7期第5回総会で党中央委員会政治局員に昇進し、党中央委員会副委員長、党中央委員会部長に選出された。2020年4月12日に開催された最高人民会議第14期第3回会議で最高人民会議予算委員会委員長に選出された。同年8月13日、党中央委員会政治局第7期第16回会議で党中央委員会政治局常務委員会委員、内閣総理に選出された。
2021年1月5日から開催された朝鮮労働党第8次大会で中央委員会委員に再選され、1月10日に開催された党中央委員会第8期第1回総会で朝鮮労働党中央委員会政治局常務委員に選出された。また、同年9月29日の第14期最高人民会議第5次会議では第8次党大会で政界を引退した朴奉珠元首相の後任として国務委員会副委員長に任命された。
2024年12月23日から開催された第8期党中央委員会第11回総会で内閣総理・党政治局常務委員を解任され、党中央委員会書記・党部長に起用された。後任の内閣総理・党政治局常務委員には党書記の朴泰成が充てられた。

## 参考サイト
- 북한정보포털

| 先代朴奉珠 | 国務委員会副委員長2021年 - | 次代現職 |

| 先代金才龍 | 内閣総理2020年 - 2024年 | 次代朴泰成 |

| 先代崔基龍 | 慈江道人民委員会委員長2011年 - 2015年 | 次代李兄根 |